# Estádio Adelmar da Costa Carvalho
O Estádio Adelmar da Costa Carvalho, mais conhecido como Ilha do Retiro ou, simplesmente, Ilha é um estádio destinado à prática de futebol e sede oficial do Sport Club do Recife. Localiza-se no bairro da Ilha do Retiro, cidade do Recife, capital de Pernambuco.
A Ilha do Retiro foi inaugurada no dia 4 de julho de 1937, num amistoso entre Sport e Santa Cruz, com vitória do Rubro-negro Pernambucano pelo placar de 6−5, tendo como autor do primeiro gol o leonino Artur Danzi.
Embora tenha capacidade máxima para 32 500 pessoas, o estádio está autorizado a receber, por questões de segurança, até 26 345 espectadores.
Seu maior público registrado foi na final do Pernambucano de 1998, entre Sport e Porto, com resultado final de 2−0 para o Sport e um número recorde de 56 875 torcedores. Destaca-se por ter sido o primeiro estádio do Norte-Nordeste sede de uma partida de Copa do Mundo, em 1950, entre as seleções do Chile e dos Estados Unidos, com a La Roja vencendo os Yanks por 5−2.

## História

### A aquisição da Ilha do Retiro
A compra foi um ato de coragem de um grupo formado por Francisco Cribari, José Médici, Renato Silveira, os irmãos Loyo e outros abnegados. Há muito tempo eles tinham em mente a sede própria do Sport Club do Recife. Mas, queriam um terreno amplo, capaz de abrigar a sede e o campo de jogo. A Ilha do Retiro, que veio enriquecer a vida do clube rubro-negro como seu primeiro grande patrimônio, levou três anos para ser comprada. A revelação é de Francisco Cribari, tesoureiro, na época, do Sport:
Com todos trabalhando de acordo e o pagamento em dia, marchávamos para o levantamento do clube. Em 1934, conseguimos trazer para quatro partidas em nossa terra, o selecionado da Bahia que tinha sido campeão brasileiro no ano anterior. Nesta mesma época, a Companhia de Construções Residenciais, do Rio Grande do Sul, intitulada Casa Própria, instalou uma filial em Recife. Aproveitei a oportunidade e, de acordo com os demais diretores, fiz com a mesma um contrato de 100 contos de réis para edificar nossa sede. Precisava pagar de início 25 contos de réis, e a tesouraria só tinha em caixa 13 contos de réis. Vendemos então um resto de medalhas pertencentes ao clube, e o resto foi coberto por uma subscrição entre um determinado número de sócios. Um ano depois, tínhamos direito aos primeiros 50 contos. Tudo corria às mil maravilhas e a boa estrela do Sport nunca brilhou com tanto fulgor como naquele ano de 1935. Por esse tempo, o Banco de Crédito Real de Pernambuco, do qual era gerente o grande rubro-negro Renato Silveira, arrematou em hasta pública a Ilha do Retiro e ofereceu ao Sport, por meu intermédio, pelo preço de 60 contos, preço este combinado com o Dr. Oscar Raposo, que fazia parte da nossa diretoria. Tudo isto, de acordo com a dívida que o antigo dono tinha junto àquele estabelecimento bancário. Eu e Machado Dias fomos correr a ilha, com a qual ficamos encantados pela sua extensão e pelo lugar onde estava situada e estabelecemos imediatamente o fechamento do negócio. Acontecia, porém, que o Sr. Amaral, filho do antigo dono, embargou a venda e, para não perdermos tempo, fui procurar o Sr. Amaral e lhe ofereci 20 contos pela desistência do embargo, importância que foi imediatamente aceita. Como não tivesse dinheiro para pagar, emiti imediatamente 4 promissórias de 5 contos, a primeira assinada por mim, a segunda pelo Sr. Luiz da Silva Guimarães Filho, a terceira por J. Nogueira, e a última pelo presidente Adobati.
Pagando a minha no prazo firmado, obriguei assim os demais a procederem da mesma forma, ficando tudo resolvido. Entretanto, faltavam ainda 15 contos para completar o resto da compra e as despesas com a escritura. Como naquela época eu fosse diretor do Departamento de Desportos Terrestres da Federação Pernambucana, consegui do Sr. Carlos Rios, presidente da mesma, um empréstimo daquela importância para ser parceladamente descontada das rendas dos jogos e do aluguel do campo. Em honra da verdade, tenho a dizer que, naquelas circunstâncias, o Dr. Carlos Rios demonstrou ser amigo do Sport.
Em resumo, com 50 contos da Casa Própria, 20 contos de letras descontadas e mais 15 contos emprestados pela Federação, ao todo, 85 contos, foi quanto custou ao Sport a Ilha do Retiro.
E assim comprou-se a Ilha do Retiro, que mesmo naquela época já foi considerado um excelente negócio. Os documentos foram assinados por Luiz José da Silva Guimarães Júnior, em nome do Sport, e Arnaldo Olinto, em nome do banco. Os papéis foram assinados no cartório de Henrique Cavalcanti, hoje Arnaldo Maciel, no dia 3 de março de 1936. O terreno tinha um enorme sobrado de 14 hectares em bom estado de conservação localizado na freguesia de Afogados, Ilha do Retiro, nº. 56. Foi a primeira sede própria do Sport Club do Recife.

### Inauguração
Na chuvosa manhã do domingo 4 de julho de 1937, o futebol pernambucano dava mais um passo à frente. Inaugurava-se o campo da Ilha do Retiro, um terreno espaçoso, vastamente arborizado, que o Sport Club do Recife tinha comprado por 85 contos de réis.
Para inaugurar o novo palco dos encontros futebolísticos, os rubro-negros convidaram o Santa Cruz Futebol Clube, seu rival histórico. O jogo estava marcado para 8h50min, impreterivelmente, segundo a nota do Sport, mas só foi iniciado por volta das 10h, devido ao aguaceiro que desabou sobre a cidade. Apesar do mau tempo, foi grande o número de torcedores e convidados presentes ao evento.
Com a grama ainda um pouco alta e o terreno escorregadio, rubro-negros e tricolores brindaram o público com uma bela partida de futebol. Nada menos de cinco empates foram estabelecidos durante a partida. Danzi, do Sport, abriu o escore. Tará empatou; Danzi fez 2 − 1, e novamente Tará voltou a empatar. E o jogo prosseguiu assim. O time da casa fazia um gol e o visitante empatava. Quase no finalzinho, Haroldo Praça, de cabeça, dava a vitória ao Sport por 6 − 5.
Sport - Muniz, Morato e Gelsomino; Ernesto, Ademar e Amarino; Haroldo, Djalma, Danzi, Pitota e Pedro. Santa Cruz - Neco, Sidinho II e João Martins; Ademar, Rubem e Ernane; Malaquias, Lauro, Tará, Sidinho I e Siduca.

### Primeiro jogo oficial
No domingo seguinte, 11 de julho, a Ilha do Retiro voltou a apanhar um público bem numeroso. Maior do que o da estreia. Era o primeiro jogo do Campeonato Pernambucano realizado na nova praça de esportes dos rubro-negros. O Sport enfrentou o Tramways Sport Club, que vinha liderando, isoladamente, o primeiro turno. Houve um empate de 2 − 2 e, com este resultado, os chamados elétricos conquistaram, invictamente, a primeira etapa do certame. A partida foi dirigida por Argemiro Félix de Sena (Sherlock).

### Primeira reforma
A primeira reforma da Ilha ocorreu em 1950, quando o estádio foi indicado para sediar a partida entre Chile e Estados Unidos, pela Copa do Mundo. E numa verdadeira prova de amor, mutirões foram formados por sócios e torcedores rubro-negros, que colaboraram ativamente, inclusive colocando, literalmente, a mão na massa para ajudar a construção. A arquibancada foi aumentada com o fechamento do anel superior. A capacidade, agora, era para cerca de 20 mil pessoas. Também foram construídos os vestiários e túneis para os jogadores e juízes, além do alambrado que separava a torcida do campo. No dia 27 de abril de 1950, a CBD, atualmente CBF, vistoriou o local e aprovou a Ilha, que sediou, com sucesso, a partida entre americanos e chilenos, que venceram por 5−2.

### Copa do Mundo de 1950
A Ilha do Retiro teve a honra de ter sediado uma partida válida pela Copa do Mundo de 1950 entre Chile x EUA, que acabou no placar de 5−2 para os chilenos.
Naquele ano a CBD convidou o Sport para sediar uma das partidas do Mundial. A comissão da FIFA era exigente quanto à segurança do público, e para atingir tal objetivo, foi necessário um grande mutirão de rubro-negros na Ilha:
A tarefa começou um ano antes com a ida ao Rio do presidente do Sport, José Lourenço Meira de Vasconcelos, que depois abandonou as negociações pelo fato de ter renunciado à presidência do clube. Seu sucessor, Severino Almeida, entrou em contacto com o presidente da federação, Leopoldo Casado, dando sequência aos entendimentos já iniciados, que estavam no seguinte pé: o Sport teria de construir o alambrado e três túneis. Era condição sine qua non. O Sport, além de não ter dinheiro para as obras consideradas imprescindíveis, estava em crise. Dividido politicamente. A imprensa apelou para o bom senso e os rubro-negros se uniram, dando início a uma campanha para conseguir areia, tijolo, e tudo mais que fosse necessário à construção do que a confederação exigia. Os próprios dirigentes carregaram pedra, cimento e tijolos, numa demonstração de amor ao clube jamais vista em Pernambuco. Com poucos meses, a Ilha estava um brinco. Leopoldo Casado, presidente da federação e rubro-negro batalhador incansável pela realização do jogo, considerava-se um homem realizado. Estava gratificado das canseiras.

### Segunda reforma
As obras continuaram a todo vapor em 1953, quando outra empreitada foi deflagrada pelos rubro-negros, desta vez visando o cinquentenário do clube, que seria comemorado em 1955. Foi construído um novo lance de arquibancada, instalada a iluminação, poço artesiano, campo de treinamento, bilheterias e portão olímpico. Nesta época, um ilustre rubro-negro, que tornaria-se Presidente do clube em 1955 e 1957, colaborou bastante financeiramente para a ampliação: Adelmar da Costa Carvalho. Ele acabou sendo homenageado e o estádio recebeu o nome de Estádio Adelmar da Costa Carvalho.

### Ampliação
Entre 1984 e 1994, o estádio passou por uma ampliação. Dois tobogãs foram construídos por trás dos gols. Em 1995, foi inaugurado outro lance de arquibancada, a chamada Curva do Wanderson. O local tem capacidade para 2.100 pessoas sentadas, além de 40 camarotes. Em 2013 foi apresentando um projeto para a construção de uma Arena na Ilha do Retiro para 45 mil pessoas, projeto esse que nunca saiu do papel. Em 2015 seu presidente João Humberto Martorelli tentou novas investidas no projeto mas sem grande sucesso.

## Estrutura

### Capacidade
A Ilha tem capacidade para 26.418 mil pessoas sentadas, mas o estádio já chegou a apanhar um público de 56.875 pessoas, no dia 7 de junho de 1998, na decisão do Campeonato Pernambucano, contra o Porto. Na ocasião o Sport venceu por 2−0 e sagrou-se Tricampeão Pernambucano invicto.

### Patrimônio
A Ilha abriga o maior patrimônio do Norte-Nordeste e um dos maiores do Brasil, contando com
- Ginásio de voleibol e basquete;
- Quadra coberta para hóquei;
- Apart-hotel para concentração dos jogadores do futebol profissional;
- Campo de futebol society;
- Duas quadras descobertas polivalentes;
- Parque aquático com seis piscinas, com capacidade para 4 mil pessoas, sendo uma olímpica e uma para saltos ornamentais, restaurante, sauna seca, sauna úmida e relax;
- Salão de judô, salão de taekendô;
- Centro de ballet artístico;
- Campo de futebol amador;
- Sede social com um elevador, administração, palco, camarim, banheiros, presidência, auditório de conselho;
- Academia de ginástica olímpica;
- Tanque de iniciação ao remo;
- Garagem náutica de remo com alojamento;
- Estaleiro náutico de fabricação de barcos para consumo e vendas;
- Alojamento de atletas para esportes amadores com trinta lugares;
- Duas quadras de vôlei de areia;
- Sala de musculação;
- Restaurante;
- Sala de sinuca;
- Loja de comercialização de produtos e brindes de 500m²;
- Centro médico para esportes amadores;
- Área de departamento médico, fisioterapêutico e fisiológico;
- Complexo de tênis com 2 quadras cobertas, 3 descobertas e 1 quadra de squash;
- Colégio de 1º e 2º graus;
- Pizzaria;
- Quatorze bares espalhados no clube e no estádio;
- Duas lanchonetes;
- Parque infantil;
- Salão de jogos.

### Um dos melhores estádios do Brasil
O Estádio da Ilha do Retiro foi, recentemente, considerado um dos melhores estádios do Brasil, no Ranking dos Estádios Lance!. O Jornal Lance! fez uma pesquisa nos principais estádios brasileiros já de olho na Copa do Mundo de 2014 que seria disputada no Brasil.
A pontuação foi feita levando em consideração os seguintes aspectos:
- Cobertura: deve haver cobertura na parte superior do estádio.
- Assentos: FIFA exige assento em todos os setores, numerados, e com encosto de no mínimo 30 cm.
- Placas de Publicidade: não devem atrapalhar a visão do público. Devem estar 90 cm abaixo dos assentos.
- Sanitários: número suficiente dentro e fora do estádio, água quente e boa limpeza.
- Lanchonetes: devem ser limpas, de fácil acesso, e devem abastecer todos setores.
- Camarotes: capacidade para um número razoável de pessoas (cerca de 100), serviço de buffet e outras comodidades.
- Sinalização: placas de compreensão internacional.
- Comunicação: sistema de som funcionando dentro e fora do estádio.
- Placar Eletrônico: placar nos padrões da FIFA.
- Campo: deve seguir o padrão 105x68
- Deficientes: o estádio deve estar adaptado para receber deficientes físicos.
- Tribuna de Imprensa: conexão para internet e Tv para os jornalistas.
- Centro de Imprensa: precisa ter espaço para 300 jornalistas trabalharem.
- Centro de Conferência: deve ter aproximadamente 100 assentos para repórteres e equipado com o apropriado sistema de som.
- Zona Mista: área reservada para entrevistas com capacidade para 200 profissionais.
- Estacionamento: deve haver vagas para carros proporcional com a capacidade do estádio. Ex: um estádio de 50 mil lugares deve ter cerca de 8 mil vagas.
- Sistema de Vigilância: monitores e câmeras para fiscalizar os torcedores.
- Pronto Socorro: ambulatório bem equipado
- Sistema de Transportes: deve haver boas opções de transporte e acesso fácil ao estádio. O metrô é sempre uma das melhores opções.

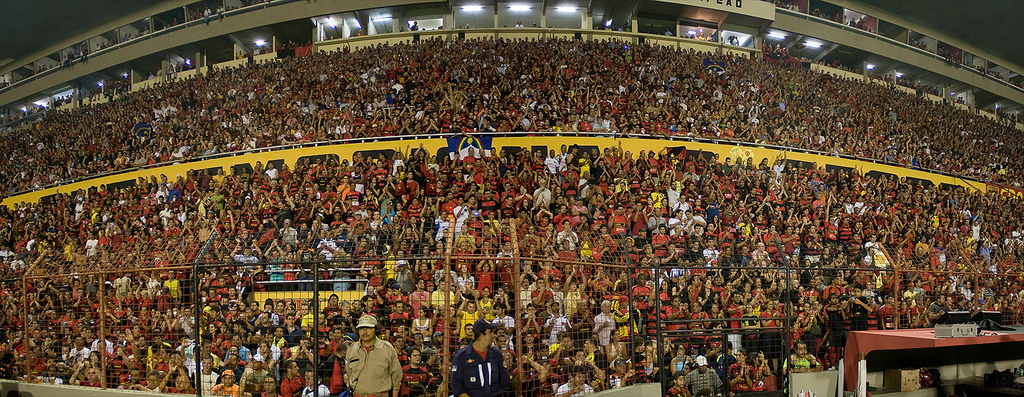
Vista frontal das sociais e cadeiras do Estádio da Ilha do Retiro, também conhecido como o Templo Sagrado do Sport Club do Recife

## Partidas históricas
- 1937 - Amistoso de Inauguração da Ilha do Retiro

| 4 de julho de 1937 10h00 | Sport                                         | 6 – 5 | Santa Cruz     | Ilha do Retiro, Recife (PE)         |
|                          | Artur Danzi ?' · Djalma ?' · Haroldo Praça ?' |       | Tará ?' · ? ?' | Público: ? Árbitro: ? Auxiliares: ? |

* O Sport vence o Santa Cruz em amistoso de inauguração da Ilha do Retiro.
- 1950 -  Copa do Mundo

| 2 de julho de 1950 15h00 | Chile                                                    | 5 – 2 | Estados Unidos                  | Ilha do Retiro, Recife (PE)                                                      |
|                          | Robledo 16' · Riera 32' · Cremaschi 54' 82' · Prieto 60' |       | Wallace 47' · J. Souza 48' (GC) | Público: 8,501 Árbitro: Mario Gardelli Auxiliares: Álfredo Alvarez e Mario Heyen |

* Na Copa do Mundo de 1950, realizada no Brasil, a Ilha do Retiro torna-se o primeiro estádio do Norte-Nordeste a sediar uma partida de Mundial.
- 1959 -  Taça Brasil

| 30 de outubro de 1959 ??h?? | Sport                                               | 6 – 0 | Bahia | Ilha do Retiro, Recife (PE)         |
|                             | Osvaldo ?' · Raúl Bentancor ?' · Traçaia ?' · Bé ?' |       |       | Público: ? Árbitro: ? Auxiliares: ? |

* O Sport goleia o Bahia pelo placar de 6x0, retira a invencibilidade do rival na competição e aplica a maior goleada do torneio.
- 1981 -  Campeonato Pernambucano

| 6 de dezembro de 1981 ??h?? | Sport                                  | 2 – 0 | Náutico | Ilha do Retiro, Recife (PE)                                                                |
|                             | Denô 65' · Roberto Coração de Leão 67' |       |         | Público: 37,332 Árbitro: Aristóteles Cantalice Auxiliares: Edson da Hora e Abelardo Lucena |

* O Sport é Supercampeão Pernambucano vencendo o Náutico, com gols de Denô e Roberto Coração de Leão.
- 1987 -  Campeonato Brasileiro | 7 de fevereiro de 1988 ??h?? | Sport                  | 1 – 0 | Guarani | Ilha do Retiro, Recife (PE)                                                                                 |
|                              | Marco Antônio 19' (2T) |       |         | Público: 26,282 Árbitro: Luís Carlos Félix RJ Auxiliares: João Batista Byron e Luiz Antonio Barbosa Lima RJ |

* O Sport é Campeão Brasileiro de 1987, vencendo o Guarani pelo placar de 1−0. O autor do gol foi o zagueiro Marco Antônio.
- 1988 -  Taça Libertadores da América

| 2 de julho de 1988 21h00 | Sport | 0 – 1 | Guarani                 | Ilha do Retiro, Recife (PE)                                                                                         |
|                          |       |       | Wagner Basílio 16' (GC) | Público: 27,860 Árbitro: José Roberto Wright RJ Auxiliares: Luís Carlos Félix Ferreira RJ e José de Assis Aragão SP |

* O jogo marcou a estreia do Sport pela primeira vez na História do Clube em uma Competição internacional, em jogo válido pela Libertadores de 1988 recebeu o Guarani, e foi derrotado pelo clube campineiro por 1 a 0 em seu primeiro jogo continental.
- 1988 -  Taça Libertadores da América

| 16 de agosto de 1988 ??h?? | Sport                                         | 5 – 0 | Alianza Lima | Ilha do Retiro, Recife (PE)         |
|                            | Zico ?' · Édson ?' · Robertinho ?' · Nando ?' |       |              | Público: ? Árbitro: ? Auxiliares: ? |

* O Sport aplica a sua maior goleada em Libertadores e daquela própria edição, derrotando o Alianza Lima pelo placar de 5−0 na Ilha do Retiro.
- 1989 -  Copa do Brasil

| 26 de agosto de 1989 16h00 | Sport | 0 – 0 | Grêmio | Ilha do Retiro, Recife (PE)                                    |
|                            |       |       |        | Público: 36,117 Árbitro: José de Assis Aragão SP Auxiliares: ? |

* A primeira finalíssima da Primeira Edição da Copa do Brasil foi entre Sport e Grêmio, sendo o jogo de ida como mandante o Sport na Ilha do Retiro terminando em empate em 0 a 0, levando a decisão do título para Porto Alegre.
- 1990 -  Campeonato Brasileiro - Série B

| 16 de dezembro de 1990 ??h?? | Sport | 0 – 0 | Atlético Paranaense | Ilha do Retiro, Recife (PE)                                        |
|                              |       |       |                     | Público: 22,712 Árbitro: Wilson Carlos dos Santos RJ Auxiliares: ? |

* O Sport é Campeão Brasileiro - Série B com um empate na Ilha devido ao critério de gols marcados fora, o primeiro jogo da final em Curitiba foi 1 − 1 .
- 1994 -  Campeonato Brasileiro

| 1 de novembro de 1994 21h50 | Sport                                                             | 5 – 2 | São Paulo           | Ilha do Retiro, Recife (PE)               |
|                             | Dedé 8' · Leonardo 29' · Fábio 47' 58' · Juninho Pernambucano 76' |       | Axel 44' · Caio 83' | Público: ~30,000 Árbitro: ? Auxiliares: ? |

* O Sport dá uma goleada histórica no São Paulo, Bicampeão Mundial na época, pelo placar de 5x2, com show de Juninho Pernambucano.
- 1996 -  Campeonato Brasileiro

| 14 de setembro de 1996 16h00 | Sport                                                                                      | 6 – 0 | Fluminense | Ilha do Retiro, Recife (PE)         |
|                              | Leomar 7' · Luís Müller 40' · Ildo 52' · Luís Müller 60' (P) · Leomar 76' · Leomar 90+2' · |       |            | Público: ? Árbitro: ? Auxiliares: ? |

*  Em jogo válido pela 10ª rodada da primeira fase do Brasileiro de 1996 o Sport goleou o Fluminense pelo placar de 6 a 0. 
- 1998 -  Campeonato Pernambucano

| 7 de junho de 1998 ??h?? | Sport         | 2 – 0 | Porto | Ilha do Retiro, Recife (PE)                                                                    |
|                          | Irani 38' 62' |       |       | Público: 56,875 Árbitro: Wilson de Souza PE Auxiliares: Luciano Cruz PE e Júlio César Silva PE |

* Nesta partida, onde o Sport bateu o Porto por 2x0 e sagrou-se Tricampeão Pernambucano Invicto, a Ilha registrou o maior público de sua história: 56.875 torcedores. 
- 2000 - Copa do Nordeste

| 1 de março de 2000 ??h?? | Sport                      | 2 – 2 | Vitória          | Ilha do Retiro, Recife (PE)                                                                          |
|                          | Érlon 14' · Sangaletti 51' |       | Cláudio · Manoel | Público: 33,392 Árbitro: Oscar Roberto Godói Auxiliares: Rogério Carlos Rolim PR e Roberto Braatz PR |

* O Sport sagra-se Bicampeão do Nordeste depois de empatar com o Vitória por 2x2. 
- 2006 -  Campeonato Pernambucano

| 9 de abril de 2006 16h00 | Sport | 0 – 1 (5–4 pen) | Santa Cruz                         | Ilha do Retiro, Recife (PE)                                                                      |
|                          |       |                 | Marcos Tamandaré 46' (contra) (2T) | Público: 33,282 Árbitro: Djalma Beltrami RJ Auxiliares: Aristeu Tavares RJ e Hilton Rodrigues RJ |

|                                                                                       |     | Penalidades                                                                        |  |
| Léo Oliveira: Marcos Tamandaré: Geraldo: Durval: Wellington: Marco Antônio: Hamílton: | 5–4 | Marco Britto: Thiago Gentil: Carlinhos Bala: Alex Oliveira: Lecheva: Gilmar: Neto: |  |

* O Sport é Campeão Pernambucano durante o seu Centenário, vencendo o Santa Cruz nos pênaltis por 5−4, com três defesas do goleiro Gustavo.
- 2006 -  Campeonato Brasileiro Série B

| 19 de agosto de 2006 16h00 | Sport | 8 – 1 | Guarani           | Ilha do Retiro, Recife (PE)                                                                                                   |
|                            | Adriano Magrão 2(1ºT)' · Fumagalli 12(1ºT)' (P) · Marco Antônio 37(1ºT)' (P) · Adriano Magrão 6(2ºT)' · Adriano Magrão 11(2ºT)' · Fumagalli 22(2ºT)' · Adriano Magrão 25(2ºT)' · Adriano Magrão 39(2ºT)' |       | Edmílson 41(2ºT)' | Público: 12,266 Árbitro: Manoel Nunes Lopo Garrido BA Auxiliares: Luiz Carlos Silva Teixeira BA José Raimundo Dias da Hora BA |

*  Em jogo válido pela 18ª rodada do primeiro turno do Brasileiro Série B de 2006 o Sport goleou o Guarani pelo placar de 8 a 1, destaque para cinco gols de Adriano Magrão. 
- 2008 -  Copa do Brasil

| 11 de junho de 2008 21h50 | Sport                                     | 2 – 0 | Corinthians | Ilha do Retiro, Recife (PE)                                                                                                 |
|                           | Carlinhos Bala 34' · Luciano Henrique 37' |       |             | Público: 34,885 Árbitro: Alício Pena Júnior MG Auxiliares: Alessandro Álvaro Rocha Matos BA e Milton Otaviano dos Santos RN |

* O Sport é Campeão da Copa do Brasil, vencendo o Corinthians pelo placar de 2−0, se sagrando Bicampeão Nacional.
- 2009 -  Taça Libertadores da América

| 4 de março de 2009 21h50 | Sport                                     | 2 – 0 | LDU | Ilha do Retiro, Recife (PE)                                                                       |
|                          | Daniel Paulista 13' · Paulo Baier 72' (P) |       |     | Público: 20,184 Árbitro: Jorge Larrionda URU Auxiliares: Pablo Fandiño URU e Carlos Pastorino URU |

* O Sport bate a atual Campeã da América, e Vice-campeã Mundial LDU, e escreve mais uma página vitoriosa de sua história.
- 2009 -  Taça Libertadores da América

| 22 de abril de 2009 21h50 | Sport                     | 2 – 1 | Colo-Colo          | Ilha do Retiro, Recife (PE)                                                                       |
|                           | Moacir 60' · Vandinho 75' |       | Rodrigo Millar 50' | Público: 20,050 Árbitro: Hector Baldassi ARG Auxiliares: Hernán Maidana ARG e Horacio Herrero ARG |

* De virada o Sport faz história, ao se tornar líder isolado do chamado Grupo da Morte, e se garantindo com uma rodada de antecedência nas oitavas-de-final, ao bater o Colo-Colo.
- 2009 -  Taça Libertadores da América

| 12 de maio de 2009 20h15 | Sport              | 1 – 0 (1–3 pen) | Palmeiras | Ilha do Retiro, Recife (PE)                                                                        |
|                          | Wilson 37' ((2ºT)) |                 |           | Público: 28,487 Árbitro: Carlos Chandía CHI Auxiliares: Julio Cristian CHI e Osvaldo Talamilla CHI |

|                                           |     | Penalidades                     |  |
| Luciano Henrique: Igor: Fumagalli: Dutra: | 1–3 | Mozart: Marcão: Danilo: Armero: |  |

* Em um dos jogos mais importantes da História do Sport, O clube chegou as oitavas de final da Libertadores 2009, depois da derrota no jogo de ida em São Paulo, no jogo de volta na Ilha do Retiro venceu no tempo normal por 1−0, e levou a partida para os pênaltis, mas o Palmeiras levou a melhor nas penalidades com três defesas do goleiro Marcos, o Alviverde eliminou Sport por 3−1.

- 2010 -  Campeonato Pernambucano

| 5 de maio de 2010 21h50 | Sport             | 1 – 0 | Náutico | Ilha do Retiro, Recife (PE)                                                                        |
|                         | Leandrão 28(1ºT)' |       |         | Público: 32,826 Árbitro: Alício Pena Júnior MG Auxiliares: Pedro Wanderley PE e Jossemmar Diniz PE |

* Com o Gol de Leandrão aos 28 minutos do 1º tempo, Sport vence o Náutico por 1 – 0, e torna-se Pentacampeão Pernambuco 2010.
- 2013 -  Copa Sul-Americana

| 20 de agosto de 2013 19h30 | Sport                                    | 2 – 0 | Náutico | Ilha do Retiro, Recife (PE) |
|                            | Felipe Azevedo 4(1ºT)' · Patric 42(1ºT)' |       |         | Público: 16,125 Árbitro: Sandro Meira Ricci BRA Auxiliares: Alessandro Alvaro Rocha de Matos BRA e Émerson Augusto de Carvalho BRA |

* Em sua primeira estreia na Sul-americana 2013 o Sport jogou contra o Náutico, e saiu vitorioso no jogo de ida por 2 a 0.
- 2014 - Copa do Nordeste

| 2 de abril de 2014 22h00 | Sport                        | 2 – 0 | Ceará | Ilha do Retiro, Recife (PE)                                         |
|                          | Neto Baiano 11' · Danilo 85' |       |       | Público: 25,545 Árbitro: Cláudio Francisco Lima e Silva Auxiliares: |

* No jogo de ida da final da Copa do Nordeste 2014 o Sport levou a vantagem diante do Ceará por 2 a 0 saindo na frente da decisão.
- 2016 - Taça Ariano Suassuna

| 24 de janeiro de 2016 16h00 | Sport                                 | 2 – 0 | Argentinos Juniors | Ilha do Retiro, Recife (PE)                                                         |
|                             | Everton Felipe 7' · Túlio de Melo 12' |       |                    | Público: 8,909 Árbitro: Emerson Sobral Auxiliares: Fernanda Colombo e Albert Junior |

* Sport vence Argentinos Juniors pelo placar de 2 – 0 e conquista bicampeonato da Taça Ariano Suassuna 2016.
- 2018 - Taça Ariano Suassuna

| 14 de janeiro de 2018 17h00 | Sport                        | 2 – 0 | Atlético Tucumán | Ilha do Retiro, Recife (PE)                                                                     |
|                             | Sander 34(1ºT)' · Thomás 85' |       |                  | Público: 4,933 Árbitro: Luiz Cláudio Sobral Auxiliares: Cleberson Nascimento e Marcelino Castro |

* Em 2018 o estádio voltou a receber a decisão da Taça Ariano Suassuna, jogo entre  Sport e o clube argentino Atlético Tucumán, com gols de Sander e Thomás o Sport venceu por 2 a 0 e torna-se tretacampeão.
- 2023 - Copa do Nordeste

| 22 de fevereiro de 2023 21h30 | Sport | 6 – 0 | Bahia | Ilha do Retiro, Recife (PE)                                                                                                 |
|                               | Luciano Juba 17(1ºT)' · Luciano Juba 25(1ºT)' (P) · Jorginho 35(1ºT)' · Vágner Love 9(2ºT)' · Vágner Love 13(2ºT)' · Sabino 45+2(2ºT)' |       |       | Público: 9,709 Árbitro: Antonio Dib Moraes de Sousa PI Auxiliares: Rogério de Oliveira Braga PI Janystony Rabelo de Melo PI |

* Em jogo válido pela 5ª rodada da Copa do Nordeste 2023 o Sport goleou o Bahia por 6 a 0.
- 2023 - Série B

| 23 de setembro de 2023 20h40 | Sport                                                                                         | 4 – 0 | Londrina | Ilha do Retiro, Recife (PE) |
|                              | Jorginho 31(1ºT)' · Facundo Labandeira 5(2ºT)' · Michel Lima 29(2ºT)' · Fábio Mateus 41(2ºT)' |       |          | Público: ~20,000            |

* Em jogo válido pela 29ª rodada da Série B de 2023, o Sport goleou o Londrina por 4 a 0.

## Shows
Durante sua história, a Ilha do Retiro sediou diversos tipos de shows. O mais recente aconteceu no dia 31 de julho de 2011 com o evento denominado Maior Show do Mundo, que teve participações de Ivete Sangalo, Banda Eva, Luan Santana e outros.